# Kufferath (Düren)

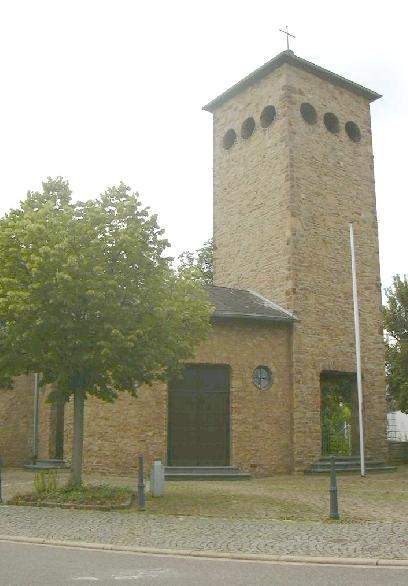
Die Kapelle

Kufferath ist ein altes Bauerndorf, landwirtschaftlich geprägt und seit 1971 Stadtteil der Kreisstadt Düren, Nordrhein-Westfalen.

## Geografie

### Lage
Der zweitkleinste Stadtteil liegt am südwestlichen Ortsrand am Fuße der Eifelhänge. Der Stadtteil grenzt an die Gemeinde Kreuzau mit dem Ortsteil Langenbroich, die Gemeinde Hürtgenwald mit dem Ortsteil Horm sowie die Dürener Stadtteile Berzbuir und Lendersdorf. Der Ort liegt etwas versteckt in einer Talmulde.

## Geschichte
Bereits im Mittelalter wurden in und um Kufferath Blei, Kupfer, Zink und andere Erze in kleinen Gruben abgebaut. So führte von Welk aus beispielsweise ein 2 km langer Stollen der Grube Johanna durch das Tal. Erst zum Ende des 19. Jahrhunderts wurde der Abbau eingestellt. Auf der zwischen 1801 und 1828 unter Jean Joseph Tranchot durchgeführten Topographische Aufnahme der Rheinlande ist der Ort als Kupferrath eingezeichnet. 1946 begann der großflächige Abbau von Blei- und Zinkerz im etwa 1 km entfernten Tagebau Maubacher Bleiberg.
Seit Beginn des 19. Jahrhunderts gehörte die Gemeinde Berzbuir-Kufferath verwaltungstechnisch zum Amt Birgel. Im Zuge der Kommunalen Neugliederung wurde am 1. Juli 1969 die Gemeinde Berzbuir-Kufferath nach Lendersdorf eingemeindet. Mit der Auflösung des Amtes Birgel und der Gemeinde Lendersdorf zum 31. Dezember 1971 kam Berzbuir-Kufferath gemeinsam mit Lendersdorf am 1. Januar 1972 zur Stadt Düren.

## Verkehr
Es gibt keinen Straßen-Durchgangsverkehr durch den Ort.
Bis zum 31. Dezember 2019 wurde der Ort nur fünf Mal täglich von der Linie 202 der Dürener Kreisbahn angefahren. Zusätzlich gab es ein fahrplanmäßiges Linientaxi. Seit der Übernahme des Busverkehrs durch Rurtalbus am 1. Januar 2020 verkehren die AVV-Linien 202 und 222 wieder durchgehend. Diese verbinden Kufferath mit den Nachbarorten Berzbuir und Lendersdorf sowie mit Düren-Mitte.
| Linie | Verlauf                                                                                        |
| ----- | ---------------------------------------------------------------------------------------------- |
| 202   | Düren Kaiserplatz – Rölsdorf – Lendersdorf – (Berzbuir – Kufferath) / Niederau                 |
| 222   | Düren Kaiserplatz – Krauthausen – (Niederau Renkerstraße →) Lendersdorf – Berzbuir – Kufferath |

## Kirche
Die katholische Kapelle St. Hubertus ist eine Filialgemeinde der Pfarrgemeinde St. Michael Lendersdorf. Sie wurde 1957 aus Bruchsteinen erbaut.

## Vereine
- Tambourcorps Blau-Weiss Kufferath 1924 e. V.
- Damenclub ’77 „Dürener Schweiz“ e. V.
- St. Michael Schützenbruderschaft Kufferath 1900 e. V.
- Jugendgruppe Bauwagen
- Maijugend Kufferath

## Sonstiges
Der Stadtteil zählt nach der Hauptsatzung der Stadt zum Bezirk Lendersdorf-Berzbuir-Kufferath. Dieser Bezirk hat einen gemeinsamen Bezirksausschuss.
Im Ort gibt es einige Kleinunternehmen. In der örtlichen Gaststätte Friesenhof finden öfter Konzerte von Jazz- oder Mundartbands statt.